# União Internacional da Juventude Socialista
A União Internacional da Juventude Socialista (IUSY, na sigla em inglês) é uma organização global que reúne movimentos juvenis de partidos socialistas, social-democratas e trabalhistas de mais de 100 países. Fundada em 1946, a IUSY atua na promoção dos valores do socialismo democrático, da justiça social e dos direitos humanos. A organização conta com 21 membros do Presidium (orgão executivo), entre os quais o Presidente, Jesus Tapia, da Venezuela e o Secretário Geral, Bruno Gonçalves, de Portugal.

## Estrutura e Liderança
A estrutura da IUSY é composta por diversos órgãos, sendo o Congresso Internacional o mais elevado, reunindo-se bienalmente para definir diretrizes e eleger a liderança da organização. Entre os principais cargos estão o Presidente e o Secretário-Geral, que lideram o Presidium, órgão executivo responsável pela implementação das decisões do Congresso.
Em junho de 2021, durante o Congresso realizado na Cidade do Panamá, foram eleitos:
- Presidente: Jesús Tapia, da Venezuela.
- Secretário-Geral: Bruno Gonçalves, de Portugal.

Bruno Gonçalves, nascido em Braga, Portugal, em 27 de dezembro de 1996, é membro do Partido Socialista português. Antes de assumir o cargo de Secretário-Geral da IUSY, desempenhou funções na Juventude Socialista e foi eleito deputado ao Parlamento Europeu em 2024. 

## Atuação e Objetivos
A IUSY dedica-se à formação política da juventude, incentivando a participação ativa nos processos democráticos e na defesa dos direitos humanos. Além disso, promove a igualdade de gênero, a justiça social e a sustentabilidade ambiental, organizando eventos, seminários e campanhas globais para discutir e enfrentar os desafios contemporâneos.
Para mais informações sobre as atividades e iniciativas da IUSY, visite o site oficial da organização.

## Membresia

### África
- África do Sul - African National Congress Youth League
- Argélia - Jeunesse du Front des Forces Socialistes
- Angola - Juventude do MPLA
- Botswana - Botswana National Front Youth League
- Cabo Verde - Juventude do PAICV
- Camarões - Social Democratic Front - Youth
- Costa do Marfim - Jeunesse du Front Populaire Ivoirien
- Gabão -  Union des Jeunesses Joseph Rendjambe
- Gambia - Youth of the United Democratic Party
- Mali - Jeunesse ADEMA/P.A.S.J
- Marrocos - Jeunesse Ittihadia
- Moçambique - Juventude FRELIMO
- Níger - Organisation de Jeunesse du Taraya.
- Senegal - Mouvement National des Jeunesses Socialistes
- Essuatíni - Swaziland Youth Congress
- Saara Ocidental - UJSARIO

### América do Sul
- Argentina - Franja Morada, Juventud Socialista, Juventud Radical
- Bolívia - Juventud del Movimiento de la Izquierda Revolucionaria
- Brasil - Juventude Socialista do PDT
- Chile - Juventud PPD, Juventud Socialista